# Ажен (регбийный клуб)
«Спортинь Уньон Ажен Ло-э-Гаронн» (фр. Sporting union Agen Lot-et-Garonne), «Ажен» — французский регбийный клуб, выступающий в высшей лиге национального чемпионата. Команда базируется в городе Ажен (департамент Ло и Гаронна) и проводит домашние матчи на арене «Стад Арманди», вмещающей 14 тысяч зрителей. Основанный в 1908 году коллектив вышел в Топ 14 по итогам сезона 2009/10, в котором команда стала победителем Второго дивизиона. «Ажен» также выступает во втором по значимости европейском турнире — Кубке вызова. Традиционные цвета клуба — синий и белый, однако в международных матчах сезона 2006/07 команда использовала оранжевую форму.

## История
Клуб был основан в 1908 году. Команда впервые стала участником финала чемпионата Франции в 1930 году. Тогда сине-белые встретились с «Кийаном» и выиграли со счётом 4:0. В последовавшие годы команда стала победителем турнира Шалёнж Ив дю Мануа (1932) и его финалистом (1933). Первая удача следующего десятилетия выпала на 1943 год: «Ажен» завоевал кубок Франции, обыграв в финале «Бордо» (11:4). В том же году команда вышла в финал чемпионата, однако сделать дубль регбисты не сумели (поражение от «Авирон Байонне», 0:3). В 1945 году клуб всё же стал чемпионом, в решающем парижском матче игроки «Ажена» переиграли соперников из «Лурда» (7:3). Кроме того, коллектив снова выиграл кубок Франции, итоговая победа была одержана над «Монферраном» (14:13). На 1940-е годы пришёлся ещё один финал чемпионата, в котором «Ажен» проиграл «Тулузе» со счётом 3:10.
В течение следующих десяти лет громкие титулы клубу не покорялись, но 60-е годы принесли в коллекцию «Ажена» новые трофеи. В 1962 году команда стала трёхкратным чемпионом страны благодаря победе над «Безье» в финале сезона (14:11). Через год регбисты выиграли Шалёнж, победив «Брив» (11:0). В 60-х «Ажен» выигрывал «щит Бреннуса», главный приз чемпионата Франции, ещё дважды: в 1965 («Брив») и 1966 («Дакс») годах.
Новая декада в истории клуба была открыта поражением в финале Шалёнж: оппоненты из «Тулона» переиграли сине-белых с небольшой разницей — 22:25. Аналогичный исход постиг «Ажен» и в финале Шалёнж 1975 года, когда клуб проиграл «Безье» (12:16). Тем не менее, «Ажен» сумел взять реванш, победив «Безье» в итоговом матче чемпионата Франции 1976 года (13:10). Таким образом, команда взяла первый за десять лет титул лучшей команды страны.
Главные успехи клуба последнего времени пришлись преимущественно на 80-е годы. В 1982 году, превзойдя в финале «Авирон» (18:9), команда стала национальным чемпионом. Спустя сезон «Ажен» довольно крупно обыграл «Тулон» в матче за титул победителя Шалёнж (29:7). В 1984 году коллектив снова вышел в финал чемпионата страны, в котором, впрочем, уступил «Безье». Столь же неудачным оказался финал 1986 года, «Ажен» проиграл «Тулузе». Очередная серебряная медаль досталась регбистам в розыгрыше Шалёнж 1987 года, когда они уступили «Греноблю». Наконец, в 1988 году «Ажен» выиграл чемпионат — решающая встреча с «Тарбом» завершилась победой со счётом 9:3.
В дальнейшем результативность команды несколько спала. В финале чемпионата—1990 «Ажен» проиграл «Расингу» (12:22). В 1992 году команда выиграла последний на данный момент Шалёнж (победа в финале над «Нарбонной», 23:18). 1998 год ознаменован первым выходом в финал еврокубка: «Ажен» стал участником финала Европейского кубка вызова. Чисто французское противостояние «Ажена» и «Коломье» завершилось разгромной победой соперника (5:43). 8 июня 2002 клуб встретился с «Биаррицем» в финале чемпионата и проиграл.
Один из лучших игроков клуба в последние годы — фиджийский вингер Рупени Каукаунибука. Возвращение команды в элитный дивизион в 2010 году во многом обеспечено его высококлассной игрой. Однако в сентябре 2010 года игрок был исключён из команды. Впоследствии Каукаунибука появился в составе «Тулузы».

## Достижения
- Топ 14
  - Чемпион: 1930, 1945, 1962, 1965, 1966, 1976, 1982, 1988
  - Финалист: 1943, 1947, 1984, 1986, 1990, 2002
- Шалёнж Ив дю Мануа
  - Победитель: 1932, 1963, 1983, 1992
  - Финалист: 1933, 1970, 1975, 1987
- Кубок Франции
  - Победитель: 1943, 1945
- Европейский кубок вызова
  - Финалист: 1998
- Шалёнж Арман Вакеран
  - Победитель: 1999
- Второй дивизион чемпионата Франции
  - Победитель: 2010
  - Победитель турнира за выход в Топ-14: 2015, 2017

## Финальные матчи
| Дата              | Победитель        | Финалист         | Счёт       | Стадион                      | Зрителия |
| 18 мая 1930 г.    | «Ажен»            | «Кийан»          | 4:0 (ОТ)   | «Парк Лескюр», Бордо         | 28 000   |
| 21 марта 1943 г.  | «Авирон Байонне»  | «Ажен»           | 3:0        | «Парк де Пренс», Париж       | 28 000   |
| 7 апреля 1945 г.  | «Ажен»            | «Лурд»           | 7:3        | «Парк де Пренс», Париж       | 30 000   |
| 13 апреля 1947 г. | «Тулуза»          | «Ажен»           | 10:3       | «Стад де Пон Жюмо», Тулуза   | 25 000   |
| 27 мая 1962 г.    | «Ажен»            | «Безье»          | 14:11      | «Стадьом Мунисипаль», Тулуза | 37 705   |
| 23 мая 1965 г.    | «Ажен»            | «Брив»           | 15:8       | «Стад де Жерлан», Лион       | 28 758   |
| 22 мая 1966 г.    | «Ажен»            | «Дакс»           | 9:8        | «Стадьом Мунисипаль», Тулуза | 28 803   |
| 23 мая 1976 г.    | «Ажен»            | «Безье»          | 13:10 (ОТ) | «Парк де Пренс», Париж       | 40 300   |
| 29 мая 1982 г.    | «Ажен»            | «Авирон Байонне» | 18:9       | «Парк де Пренс», Париж       | 41 165   |
| 26 мая 1984 г.    | «Безье»           | «Ажен»           | 21:21 (ОТ) | «Парк де Пренс», Париж       | 44 076   |
| 24 мая 1986 г.    | «Тулуза»          | «Ажен»           | 16:6       | «Парк де Пренс», Париж       | 45 145   |
| 28 мая 1988 г.    | «Ажен»            | «Тарб»           | 9:3        | «Парк де Пренс», Париж       | 48 000   |
| 26 мая 1990 г.    | «Расинг»          | «Ажен»           | 22:12 (ОТ) | «Парк де Пренс», Париж       | 45 069   |
| 8 июня 2002 г.    | «Биарриц Олимпик» | «Ажен»           | 25:22 (ОТ) | «Стад де Франс», Сен-Дени    | 78 457   |

## Текущий состав
Заявка на сезон Топ-14 2020/2021. Жирным выделены игроки, заигранные за национальные сборные.

## Известные игроки
- Скотт Дарада[англ.]
- Джейк Макинтайр[англ.]
- Том Мёрдей[англ.]
- Пэт О’Коннор
- Джуниор Пелесаса[англ.]
- Эндрю Спринггэй[фр.]
- Мигель Аврамовик[англ.]
- Белизарио Агулья[англ.]
- Факундо Бош[англ.]
- Эусебио Гуиньясу[англ.]
- Эстебан Лосада[англ.]
- Омар Хасан[англ.]
- Ираклий Мачханели[англ.]
- Константин Микаутадзе[англ.]
- Тамаз Мчелидзе[англ.]
- Георгий Немсадзе[англ.]
- Антон Пеикришвили[англ.]
- Бека Шеклашвили[англ.]
- Денис Фогарти[англ.]
- Микаэль де Марко
- Лукас Рубио
- Хером Сивиль[англ.]
- Алессио Галассо[англ.]
- Сантьяго Деллапе[англ.]
- Франческо Дзани[фр.]
- Аарон Персико
- Арсен Н’Номо
- Джейсон Маршалл[англ.]
- Колин Юкс[англ.]
- Сильвер Тиан[англ.]
- Джалил Нарджисси[англ.]
- Бен Блэр[англ.]
- Кес Мьюс[англ.]
- Билли Фалтон
- Ричард Фромонт[англ.]
- Джон Швальгер[англ.]
- Кирилл Кулёмин
- Андрей Остриков
- Мурат Уанбаев
- Адриан Моток[англ.]
- Сорин Сокол[англ.]
- Вилиаму Афатиа[англ.]
- Джонсон Фалефа
- Инаки Басаури[англ.]
- Кевин Суирин[англ.]
- Паула Нгауамо
- Семиси Телефони[англ.]
- Лисиате Фа’аосо[англ.]
- Уэлени Фоно[англ.]
- Опети Фонуа[англ.]
- Люк Хэмилтон[англ.]
- Джейми Робинсон[англ.]
- Саймони Вака[англ.]
- Рупени Каукаунибука
- Осеа Колинисау
- Бенито Масилеву[англ.]
- Таниела Раванга[англ.]
- Апи Ратуниярава[англ.]
- Франсис Аже[англ.]
- Мишель Арино[фр.]
- Алексис Бале
- Матьё Барро[англ.]
- Ги Баске[англ.]
- Луи Батей
- Кристиан Бегери
- Жан-Батист Бедер
- Абделятиф Бенацци[англ.]
- Рене Бенези
- Филипп Бенеттон[англ.]
- Пьер Бербизье[англ.]
- Лео Бердё
- Филипп Беро[англ.]
- Кентан Бетюн
- Жан-Поль Бо
- Себастьен Бонетти[англ.]
- Реми Броссе
- Адриен Буассери
- Жан Бубе
- Гийом Буик
- Поль Бьемуре
- Реми Вакян
- Тома Венсан
- Бернар Вивье
- Макс Вижери
- Жонатан Гарсья
- Пьер Гийо
- Морис Гираль
- Эрик Глейз
- Жак Граттон
- Марк Даль Масо[англ.]
- Кристиан Делаж
- Веллем Демотт
- Бенжамин Дерош
- Жан-Луи Дээ
- Даниэль Дюброка[англ.]
- Брис Дюлан[англ.]
- Жан-Луи Дюпон[англ.]
- Сильвен Дюпуй[англ.]
- Ив Дюффо
- Жюльен Жаноди
- Франсуа Желез[англ.]
- Марк Жиро
- Жан-Клод Ике
- Лоран Кабарри
- Кристиан Калифано
- Оливье Кампан
- Жорж Карабиньяк
- Жан Клав
- Альбан Кондуше
- Жан-Жак Кренка[англ.]
- Жан-Франсуа Ку[англ.]
- Давид Кузине[англ.]
- Валентан Курран[англ.]
- Бернар Лакомб
- Бернар Лавинь
- Дамьен Лагранж[англ.]
- Пьер Лакруа[англ.]
- Бернар Лапассе[англ.]
- Клеман Лапорт
- Грегуар Ласкюбе[англ.]
- Мишель Лассер
- Серж Лассужад
- Люк Лаффорг
- Жоэль Ллоп
- Марсель Лоран
- Матьё Лоре
- Матьё Льевремон[англ.]
- Кристиан Лякомб
- Кристоф Лямезон[англ.]
- Тьерри Лябрус[англ.]
- Жан-Мишель Маза
- Патрик Маззер
- Жан-Клод Мальбе
- Стив Малонга
- Кристоф Мана
- Жерар Маньяк
- Дени Маршуа
- Жан Мато-Камба
- Николя Метж
- Антуан Микель
- Жером Микель
- Жан Монрибо[англ.]
- Йоан Монте[англ.]
- Максим Муш
- Люсьен Огра[фр.]
- Жордан Пейри
- Бенжамин Петр
- Кристоф Порку[англ.]
- Венсан Ру
- Оливье Саррамеа[англ.]
- Филипп Селла[англ.]
- Лоран Сень
- Мишель Ситжар[англ.]
- Йоан Танга
- Брюно Толо
- Жан-Луи Толо[англ.]
- Морган Фелиппонно
- Альбер Феррас
- Жак Фор
- Корентан Шабоди
- Ромен Эдмон-Самуэль
- Седрик Эйман[англ.]
- Пепито Эльорга[англ.]
- Антуан Эрбани
- Доминик Эрбани
- Жюльен Эрито[англ.]
- Луи Эшав
- Фуад Яа
- Серхио Вальдес[англ.]
- Юэн Маррей
- Адри Баденхорст[фр.]
- Конрад Барнард[англ.]
- Рики Джануари[англ.]
- Кристи ван дер Мерве
- Вессель Йост[фр.]
- Герт Мюллер[англ.]
- Даниэль дю Плесси
- Росс Скит[англ.]
- Конрад Штольц

## Тренеры прошлых лет
- Маурисио Реджардо[англ.]
- Стефан Проспер